# 윤구 (조선 전기)
윤구(尹遘, ? - 1513년)는 조선 전기의 문신이다. 성종의 후궁 폐비 윤씨의 오빠이며, 문신 신숙주의 외종질이 된다. 본관은 함안 (咸安 尹氏)

## 생애
봉상시판사 윤기견과 고령신씨의 아들이자 성종의 계비 폐비 윤씨의 오빠이다. 어머니 고령신씨는 세종~성종대의 문신이자 학자 신숙주의 사촌 남매간이다. 연산군은 그의 외조카였다.
선전관 재직 중 폐비 윤씨 폐출에 관련되어 어머니 신씨와 함께 장흥으로 유배되었다. 이후 조카 연산군이 즉위하면서 복위되었으나 중종반정으로 다시 유배되었고 관작은 추탈되었다.
후일 그의 손녀 중 1명이 효령대군 보의 5대손으로, 인순왕후 심씨의 외삼촌이자 명종대의 권신 이량의 처가 되었다.

## 가족관계
본가(本家) 함안 윤씨(咸安 尹氏)
- 고조부: 좌산기상시 윤희(左散騎常侍 尹禧)
  - 증조부: 호조전서 윤득룡(戶曹典書 尹得龍)
  - 증조모: 정부인 여흥 민씨(貞夫人 驪興 閔氏)
    - 조부: 교하현감 증 영의정 윤응(交河縣監 贈 領議政 尹應)
    - 조모: 정경부인 안동 권씨(贈 貞敬夫人 安東 權氏)
      - 고모: 내시령 최첨로(內侍令 崔添老)의 처
        - 고종사촌 형: 최문손(崔文孫)
        - 고종사촌 형: 최효손(崔孝孫)

      - 아버지: 봉상시판사 윤기견(奉常寺判事 尹起畎)
      - 어머니: 양성 이씨(陽城 李氏, 생물년 미상)
        - 형: 부윤 윤우(副尹 尹遇)
        - 형: 윤해(尹邂)
        - 형: 윤후(尹逅)

  - 외조부: 사간원 정언 정은공 신평(司諫院 正言 靜隱公 申枰, 1390∼1455)
  - 외조모: 이회의 딸 태안 이씨(泰安 李氏)
  - 외조모: 마천목의 딸 장흥 마씨(長興馬氏)
    - 친어머니: 고령 신씨 (高靈 申氏)
      - 매제: 제9대 성종(成宗大王, 1457~1494)
      - 동생: 폐비 윤씨 (廢妃 尹氏, ?~1482)
        - 조카: 제10대 연산군(燕山君, 1476~ 1506)

윤구(尹遘)
- 부인: 안동 권씨(安東 權氏)
  - 아들: 윤지임(尹之任)
    - 손자: 윤운(尹雲)
    - 손자: 윤제(尹霽), 숙부 윤지화의 양자로 출계

  - 아들: 윤지화(尹之和, 1476~1558)
    - 손자: 윤제(尹霽)

  - 아들: 윤지청(尹之淸)
    - 손자: 윤림(尹霖)
    - 손녀: 효령대군의 5대손 이량의 처

대중작품에서의 윤구

jtbc <인수대비> (2021~2022) : 반상윤(아역 : 백승환)

## 같이 보기
- 윤기견
- 신숙주
- 성종
- 폐비 윤씨
- 연산군
- 이량